# Tinka og Kongespillet
Tinka og Kongespillet er en dansk tv-julekalender fra 2019, som er skrevet af Ina Bruhn, Stefan Jaworski og Flemming Klem og instrueret af Christian Grønvall for TV 2. Julekalenderen består af 24 afsnit á ca. 25 minutters varighed og medvirkende i serien er Josephine Højbjerg, Albert Rosin Harson, Neel Rønholt, Ellen Hillingsø og Christian Tafdrup. Julekalenderen blev sendt på TV 2 i december 2019 og er fortsættelse til julekalenderen Tinkas juleeventyr fra 2017.

## Medvirkende
| Skuespiller                | Rolle              |
| -------------------------- | ------------------ |
| Josephine Højbjerg         | Tinka              |
| Albert Rosin Harson        | Lasse              |
| Rosita Nellie Holse Gjurup | Astrid             |
| Neel Rønholt               | Nille - Tinkas mor |
| Birthe Neumann             | Maja - farmor      |
| Martin Bo Lindsten         | Mikkel             |
| Ellen Hillingsø            | Ingi               |
| Paw Henriksen              | Bjergi             |
| Hadi Ka-Koush              | Skir               |
| Peter Gantzler             | Aamund             |
| Christian Tafdrup          | Fileas             |
| Anne Louise Hassing        | Gitte              |
| Ulla Vejby Kristensen      | Hilde              |
| Esben Dalgaard Andersen    | Grot               |
| Viilbjørk Malling Agger    | Falke              |
| Jakob Femerling            | Birk               |
| Klaus Hjuler               | Urt                |
| Bo Thomas                  | Sten               |
| Laurids Skovgaard Andersen | Pelle              |
| Liv Leman Brandorf         | Olivia             |
| Anders Hove                | Rimbod             |
| Kasper Leisner             | Fortæller          |

## Liste over afsnit
| Nr. | Titel                   |
| --- | ----------------------- |
| 1   | Kronprinsessen          |
| 2   | Stille efter Storm      |
| 3   | Kongernes hal           |
| 4   | Halvmenneske            |
| 5   | Troldenes krypt         |
| 6   | Kongens mod             |
| 7   | Med nye øjne            |
| 8   | Uventede gæster         |
| 9   | Kongens styrke          |
| 10  | Dem eller os            |
| 11  | 37 1/2 høne             |
| 12  | Kongens kløgt           |
| 13  | Lys i mørket            |
| 14  | Nye planer              |
| 15  | Tilbage til efterskolen |
| 16  | Sværdet og pennen       |
| 17  | Knuste hjerter          |
| 18  | Kongens valg            |
| 19  | Falkes valg             |
| 20  | Ingis store beslutning  |
| 21  | Onkel Fileas            |
| 22  | Troldeglas              |
| 23  | Nissernes dronning      |
| 24  | Mennesket fra Søgaard   |